# Климент XII
Климент XII (на латински: Clemens XII), роден като Лоренцо Корсини (* 7 април 1652 във Флоренция; † 6 февруари 1740 в Рим) е римски папа от 1730 до 1740 г.
Благородникът Лоренцо Корсини (на италиански: Lorenzo Corsini), чиято майка била от рода Щроци (Strozzi), е представител на висшето флорентинско общество. Завършил право в университета в Пиза.
След смъртта на Бенедикт XIII на 21 февруари 1730, кардиналите избират вече 78-годишния, почти ослепял Лоренцо Корсини, след 129-дневни избори на 17 август 1730 г. за папа.
Той е известен преди всичко със строежа на нова фасада на базиликата на Св. Йоан в Латеран и започването на фонтана Треви в Рим.
Богатият саркофаг на папа Климент XII (Лоренцо Корсини) се намира в базиликата на Св. Йоан в Латеран, Рим.